# Weingut Markus Hafner
Das Weingut Markus Hafner ist ein selbstvermarktender Winzerbetrieb in der zweiten Generation. Das Weingut liegt in Ubstadt-Weiher im Ortsteil Zeutern im Weinbaugebiet Baden im Bereich Kraichgau. Das Weingut produziert auf zehn Hektar Rebfläche Weiß- und Rotweine, hauptsächlich Riesling, Spätburgunder und weiße Burgundersorten. Markus Hafner produziert in seinem sechs Hektar großen Anbaugebiet stark ertragsreduzierte Weine, ist Mitglied im Badischen Weinbauverband sowie in der Badischen Wein GmbH und Förderer von Slow Food Deutschland.

## Lagen und Rebsortenspiegel
Das Weingut produziert Riesling, Müller-Thurgau, Chardonnay, Weißen Burgunder, Grauen Burgunder, Ruländer, Muskateller und Gewürztraminer. Bekannt ist das Weingut für seine Spezialität des Kraichgaus Auxerrois und eine allein für Baden vorbehaltene Weinspezialität Badisch Rotgold. Außerdem werden Spätburgunder, Schwarzriesling, Merlot, Cabernet Mitos, Regent und die Südtiroler Rebsorte Lagrein angebaut.
Das Weingut verfügt über eine Reihe von Spitzenlagen im Kraichgau im Bereich von:
- Stettfeld (Gemeinde Ubstadt-Weiher)
- Zeutern (Gemeinde Ubstadt-Weiher)
- Oberöwisheim
- Langenbrücken (Gemeinde Bad Schönborn)

mit den Lagen Stettfelder Himmelreich, Zeuterner Himmelreich, Stettfelder Mannaberg, Langenbrückener Goldberg und Zeuterner Gänsbuckel.
Die Rebböden der verschiedenen Lagen sind aus Keuper, Schiefer, Muschelkalk und aus Buntsandstein gebildet. Vielerorts zeigen diese Böden eine Lössauflage oder Beimengungen von Löss. Die aus dem Muschelkalk hervorgegangenen Böden sind Lehmmergel oder tonige Kalkmergel, die teils einen beträchtlichen Steingehalt aufweisen.

## Geschichte
Das Weingut wurde 1976 als landwirtschaftlicher Betrieb in Ubstadt-Weiher im Ortsteil Stettfeld zu Buche geschrieben. Gründer des Weingutes sind Hans und Helga Hafner, die den Betrieb seit 1964, zunächst für den Eigenbedarf, geführt haben. Seit 2008 wird das Weingut von Markus Hafner in Ubstadt-Weiher im Ortsteil Zeutern, einem bekannten Kraichgauer Weinort, weitergeführt. In beiden genannten Orten existieren Verkaufsstellen 
Das Weingut veranstaltet jährlich in gewissen Zeitfenstern mehrere Events:
- Indische Nacht mit ayurwedischem 5-Gänge-Menü (April / Mai)
- Brunch auf dem Winzerhof (Juli / August)
- Weinwandertag und Hoffest (letztes Augustwochenende)
- Herbstmarkt/Kerwe (1. Sonntag im November)
- Lesung mit 5-Gang-Menü (im Dezember)

## Auszeichnungen
- mehrere Auszeichnungen beim Awc vienna (international wine challenge)
- Basler Weinmesse
- mehrere DLG Silber- und Goldmedaillen
- mehrere Auszeichnungen durch den Badischer Weinbauverband